# Oblężenie Białej
Oblężenie Białej miało miejsce od 23 marca do 17 maja 1634 roku podczas wojny polsko-rosyjskiej 1632–34.
Po kapitulacji rosyjskiej armii Michaiła Szeina pod Smoleńskiem armia polska w sile 7-8 tys. żołnierzy ruszyła w kierunku twierdzy Biała. Lewym skrzydłem dowodził wojewodzic smoleński Mikołaj Abramowicz, który wymaszerował 10 marca 1634. Następnego dnia ruszyły pozostałe siły, które podzielone zostały na trzy kolumny pod wodzą hetmana polnego litewskiego Krzysztofa Radziwiłła, króla Władysława IV i wojskiego mścisławskiego Jakuba Madalińskiego. W ciągu 11 dni armia Rzeczypospolitej, idąc przez Daniłów, Boruskowo, Horodno i Horodziej, przebyła 156 km. Król połączył się z kolumną Radziwiłła i obie kolumny 20 marca stanęły pod Archanielską Cerkwią, oddaloną o półtorej mili od Białej. Dwa dni później zażądano od dowodzącego garnizonem twierdzy Biała Fiodora Wołkońskiego kapitulacji. Wołkoński odrzucił te żądania.
Na początku oblężenia inżynierowie armii polskiej lustrowali twierdzę 23 marca, by wyznaczyć najlepsze miejsca do szturmu i kopania min. Twierdza składała się z zamku i umocnień miejskich. Zamek bielski zbudowany został w 1506 roku przez kniazia Rostowskiego. Twierdza została później przebudowana w stylu holenderskim na planie czworoboku, w którego narożach utworzono cztery małe bastiony. Do kurtyny dochodziły wały miejskie z palisadą, tworząc nieregularny narys z 7 basztami, otoczony płytkim, suchym rowem. Płynąca z dala rzeka Obsza, otaczając miasto szerokim łukiem od północy, nie miała wpływu na siłę obronną twierdzy. Zamek bronił dostępu do miasta od zachodu. W innych miejscach miasto chroniły ustawione kobyliny, stawy oraz jeziorko z wyspą na środku, które znajdowało się na północnym wschodzie miasta, docierając do samej bramy. Najsłabiej broniona była południowa część miasta, chroniona przez dwa niewielkie stawy.
Załoga twierdzy liczyła 1000 żołnierzy – byli to głównie strzelcy i jazda bojarska. Twierdza miała kilka dział oraz duży zapas amunicji i żywności, gdyż jesienią 1633 pozostawiono w Białej blisko 500 wozów jadących do obozu armii Szeina. Gdy całość sił polskich stanęła w Archanielskiej Cerkwi, Władysław IV dokonał zbrojnej demonstracji. Przed południem 24 marca wojska polskie przemaszerowały w szyku bojowym pod murami twierdzy (niemal na odległość strzału z działa). Król miał nadzieję, że ten pokaz potęgi skłoni załogę rosyjską do kapitulacji. Jednocześnie wysłano pod wodzą Herhorego Mirskiego trzy chorągwie kozackie do leżącego nad Wołgą Zubcowa (niedaleko Rżewa), by dokonały zwiadu i wybrały odpowiednie miejsce na obóz. Tam właśnie armia polska miała się udać po zdobyciu twierdzy Biała.
Król przewidywał, a utwierdzali go w tym inżynierowie, że twierdza padnie po 5-6 dniach obrony. Piechota polska zaczęła zajmować pozycje wokół Białej 25 marca. Na północy, między rzeką Obszą a drogą na Archanielską Cerkiew, stanęły pułki królewicza Kazimierza i Abramowicza. Obok cerkwi, która stała nad rzeką, ustawiono dwa działa skierowane na bramę miejską. Na zachód od zamku znajdowało się wzgórze, które obsadziła piechota Janusza Radziwiłła, wsparta przez regiment dragonii Kreutza i 2 kornety rajtarii. Na stoku wzgórza powstały okopy piechoty oraz czworoboczna reduta. Na szczycie stanęły dwa działa, które miały ostrzeliwać zamek. Wzgórze osłaniało namioty ustawione nad rzeką Obszą. Najwięcej wojsk stanęło na południe od miejskich wałów. Były to: pułk piechoty Zygmunta Radziwiłła z 4 chorągwiami dragonii z regimentu Gottharda Platera oraz pułk Weihera wzmocniony dragonami Moore’a. Tam też wzniesiona została z drewna kwatera hetmana Radziwiłła, który bezpośrednio dowodził oblężeniem – król stanął na kwaterze dwie mile za miastem, w monasterze św. Michała. Na południu ustawiono trzy baterie artylerii. Na wschód od miasta stanął pułk gwardii królewskiej pod wodzą Reinholda Rosena oraz 1 działo. Na wyspie stawu zbudowano redutę i obsadzono piechotą. Piechotę osłaniało kilka chorągwi jazdy. Reszta jazdy rozlokowana została w okolicznych wsiach.
Postanowiono przekopać dwa chodniki minowe. Pierwszy tunel, od szańców Janusza Radziwiłła do północno-zachodniego bastionu zamkowego, budował inżynier Tomasz Plejtner. Drugi tunel, od okopów Weihera do środkowej baszty wysuniętej przed południową linię fortyfikacji miejskich, drążyli Henryk Meyer i inżynier Hornik. Spuszczono także wodę ze stawów, doprowadzając do wyschnięcia dwóch podmiejskich zbiorników. Ostrzał artyleryjski rozpoczął się 28 marca z pomocą jedynie 2 dział. Następne kilka dział 6 i 12 funtowych rozpoczęło ogień 3 kwietnia. Pełny ostrzał twierdzy Biała, prowadzony z pomocą 9 dział i 2 moździerzy, rozpoczął się 4 kwietnia. Najsilniej ostrzeliwano południową ścianę umocnień, uznaną za najłatwiejszą do przeprowadzenia szturmu. Załoga twierdzy odpowiadała ze swoich 3-funtowych działek.
Dwie udane wycieczki Rosjan dokonane 3 i 6 kwietnia dodały oblężonym otuchy. Dowodzący pierwszą linią wojsk polskich Moor został zwolniony ze służby, a trzech oficerów odpowiedzialnych za wartę rozstrzelano. Podniosło to dyscyplinę w wojsku, toteż kolejne wycieczki Rosjan przeprowadzone między 8 a 12 kwietnia nie powiodły się. W kwietniu niespodziewanie wciąż trwała ostra zima, która utrudniała prowadzenie prac oblężniczych. Duży mróz i gruba warstwa śniegu utrudniały bytowanie żołnierzy polskich. Podkop prowadzony przez inżyniera Hornika zawalił się 15 kwietnia i trzeba było robić nowy. Rosły kłopoty z zaopatrzeniem w żywność. Wreszcie 20 kwietnia posłano Krzysztofa Kleczkowskiego z niemal wszystkimi końmi, jakie były w obozie. Ten poszedł na Toropiec koło Wielkich Łuk, gdzie łupił ziemie carskie metodą tatarską. Cała wyprawa Kleczkowskiego trwała 20 dni. Próby podpalenia miasta 24 kwietnia oraz w nocy z 28 na 29 kwietnia nie powiodły się. Rosjanie w odpowiedzi przeprowadzili 30 kwietnia wycieczkę siłami 200 strzelców, która została w pełni odparta, a nawet mogła skończyć się dla oblężonych klęską, gdyby pełniąca straż chorągiew husarska Gorajskiego dała się poderwać do szarży. Z braku rotmistrza towarzysze nie chcieli słuchać chorążego pragnącego odciąć Rosjanom drogę powrotną do twierdzy.
Na początku maja ukończono dwa chodniki minowe i zaczęły się przygotowania do szturmu. Król osobiście ustawiał działa i 7 maja zaczął się nieustanny, dwudniowy ostrzał miasta i zamku. Do szturmu miała ruszyć piechota oraz spieszeni ochotnicy z jazdy. Na początku szturmu drogę dla atakujących wojsk przygotować mieli tzw. straceńcy, których zadaniem było podpalenie lub wysadzenie parkanów. Do grupy straceńców zgłaszali się ludzie pragnący zmazać wyroki sądowe lub uzyskać szlachectwo.
W nocy z 8 na 9 maja wojska szykowały się do szturmu. O świcie polskie działa rozpoczęły kanonadę. Wybuchła mina podłożona pod basztę, ale tak nieszczęśliwie, że wszystkie odłamki poleciały w kierunku polskich wojsk, zabijając 100 żołnierzy i tyle samo raniąc. Gdy dymy opadły, okazało się, że baszta pozostała prawie nienaruszona, a niewielkie wyrwy załoga wnet załatała. Także bomba wysadzona pod bastionem okazała się za słaba – wyrzucona ziemia i bale opadły z powrotem na to samo miejsce, nie dając miejsca do szturmu. Dodatkowo załoga zbudowała drewniany taras za wysadzonym bastionem. Armia polska musiała zrezygnować ze szturmu. Winnymi niepowodzenia byli inżynierowie, tym bardziej, że nie posłuchali słusznej sugestii hetmana Radziwiłła, by posunąć podkop jeszcze o 1-2 sążnie.
Wreszcie 15 maja dotarł pod Białą list od komisarzy, wzywający króla do porzucenia oblężenia i przyjazdu na rokowania pokojowe. W liście informowano, że rosyjska strona zgadza się oddać Białą Litwie, o czym król powiadomił dowodzącego Białą Wołkońskiego. W nocy 17 maja armia polska wymaszerowała, kończąc oblężenie Białej.
W okresie oblężenia załoga twierdzy dokonała 11 wycieczek, z których nie wszystkie były udane. Podczas wycieczki z 11 maja Rosjanie porwali do niewoli aż 7 żołnierzy strzegących szańców Janusza Radziwiłła.